# Ensemble Pygmalion
Pygmalion est un chœur et un orchestre français sur instruments d’époque fondé en 2006 par Raphaël Pichon.

## Répertoire
Pygmalion se consacre tant à des œuvres baroques et classiques que romantiques ou contemporaines. Pygmalion explore notamment les liens entre ces différentes périodes musicales, à la recherche des filiations qui existent entre les œuvres de Bach et de Mendelssohn par exemple, ou bien entre celles de Rameau et de Gluck.
L’interaction entre chœur et orchestre est au centre du projet de la formation Pygmalion, avec un accent porté sur la mise en scène et la dramaturgie comme dans le cycle inédit des cantates du Cantor de Leipzig : Bach en sept paroles donné à la Philharmonie de Paris en 2017-2018.
Sur la scène lyrique, Pygmalion collabore avec des metteurs en scène tels que Romeo Castellucci, Katie Mitchell, Aurélien Bory, Simon McBurney, Jetske Mijnssen, Valérie Lesort et Christian Hecq, Cyril Teste, Pierre Audi, Michel Fau.

## Représentations et activité
Pygmalion se produit régulièrement sur les plus grands scènes françaises (Philharmonie de Paris, Opéra Comique, Opéra royal de Versailles, festivals à Aix-en-Provence, La Chaise-Dieu, Royaumont) et internationales (Cologne, Francfort, Essen, Hambourg, Salzbourg, Vienne, Amsterdam, Pékin, Hong-Kong, Barcelone, Bruxelles).
En 2020, en pleine crise sanitaire, Pygmalion invente en urgence, à Bordeaux, le festival Pulsations. L’aventure multiplie les projets atypiques : de l'opéra à la pop, le festival Pulsations investit des lieux souvent inattendus. Pygmalion y donne en 2021 le Requiem humain de Brahms mis en lumière par Bertrand Couderc à la base sous-marine et en 2023 l'opéra Orphée et Eurydice de Gluck mis en scène par Eddy Garaudel dans une ancienne usine désaffectée, la Halle 47, à Floirac. 
En juillet 2020, Pygmalion participe au projet “Ensemble, enchantons l’été” aux côtés de l'ensemble Aedes, des Métaboles, d'accentus, des Cris de Paris et de la Maitrise Populaire de l’Opéra Comique.
Pygmalion est actuellement en résidence à l’Opéra National de Bordeaux.

## Membres
L’ensemble Pygmalion est un ensemble à géométrie variable comptant entre 5 et 60 instrumentistes et entre 20 et 40 choristes selon les programmes. Il collabore régulièrement avec des solistes tels que Sabine Devieilhe (soprano),, Stéphane Degout (baryton), Nahuel Di Pierro (basse),, Lucile Richardot (mezzo), Siobhan Stagg (soprano), Reinoud van Mechelen (contreténor), Emiliano Gonzalez Toro (ténor), Zachary Wilder (ténor), Christian Immler (baryton-basse), Perrine Devillers (soprano).

## Le Kiosque Pygmalion
En novembre 2019, le projet « Le Kiosque » est mis en place par Pygmalion, en partenariat avec la librairie Mollat et avec la DAAC du Rectorat de l’Académie de Bordeaux, pour attirer un public élargi en Nouvelle-Aquitaine, à travers des ateliers et des concerts gratuits.  

## Distinctions
- 2014 : Lauréat du Prix Liliane Bettencourt pour le chant choral, en partenariat avec l’Académie des beaux-arts[25],[35].
- 2015 : Meilleur enregistrement aux Victoires de la musique classique pour Jean-Sébastien Bach, Köthener Trauermusik BWV 244a, Harmonia Mundi[36].
- 2016 : Best Classical Recording pour Forbes ; Edison Klassiek award 2016[37] ; Grand prix de l'Académie Charles-Cros 2016[38] ; Gramophone Award[39].
- 2019 : « Choc » de Classica pour Libertà ! - Mozart et l'opéra, Harmonia Mundi.
- 2023 :  Meilleur enregistrement aux Victoires de la musique classique 2023[40] pour Jean-Sébastien Bach, Matthaüs-Passion, harmonia mundi.
- 2023 : Vespro della Beata Vergine Harmonia Mundi, 4ƒ de Télérama, La Clef ResMusica, Gramophone recording of the month, le choix de France Musique, Le Diamant d'Opéra, Top Mezzo, BBC music Magazine Award Winner, Presto Recording of the Week, Presto Recordings of the Year, Nominated -International Classical Music Awards (2024).

## Discographie
Pygmalion enregistre pour Harmonia Mundi depuis 2014. Sa discographie a été distinguée en France et à l’étranger : Diapason d’or de l’année, Victoire de la musique Classique, Choc de Classica, Gramophone Award, Preis der Schallplattenkritik, Edison Klassiek Award, etc.
- 2013 : Jean-Sébastien Bach, Missae Breves, avec Eugénie Warnier, Magid El-Bushra, Terry Wey, Emiliano Gonzalez Toro, Sydney Fierro, Christian Immler - Alpha (complete recordings - regroupant 2 CD parus en 2008 et 2010).
- 2014 : Jean-Sébastien Bach, Köthener Trauermusik BWV 244a, avec Sabine Devieilhe, Damien Guillon, Thomas Hobbs, Christian Immler - Harmonia Mundi (HMC902211.13). Distinctions : Victoires de la musique classique 2015 catégorie enregistrement[41], 4ƒ de Télérama (septembre 2014)[42].
- 2015 : Jean-Philippe Rameau, Castor et Pollux, avec Colin Ainsworth, Florian Sempey, Emmanuelle De Negri, Sabine Devieilhe - Harmonia Mundi.
- 2015 : Mozart and the Weber Sisters, Sabine Devieilhe, Pygmalion, dir. Raphaël Pichon - Warner Classics Erato.
- 2016 : Les Filles du Rhin - Harmonia Mundi[43] (OCLC 1043669831).
- 2017 : Luigi Rossi, Orfeo - Harmonia Mundi ; Stravaganza d'Amore ! La naissance de l'opéra à la cour des Médicis 1589-1608 - Harmonia Mundi[44].
- 2018 : Enfers, Scènes d’opéras de Rameau et Gluck, avec Stéphane Degout - Harmonia Mundi ; Les Funérailles Royales de Louis XIV, Harmonia Mundi[45] (OCLC 1052620567).
- 2019 : Libertà ! - Mozart et l'opéra, avec Sabine Devieilhe, Siobhán Stagg, Serena Malfi, Linard Vrielink, John Chest et Nahuel di Pierro - Harmonia Mundi[46],[47] (OCLC 1128816534).
- 2020 : Jean-Sébastien Bach, Motets - Harmonia Mundi[48].
- 2021 : Bach & Handel, Sabine Devieilhe, Pygmalion, dir. Raphaël Pichon - Warner Classics Erato.
- 2022 : Jean-Sébastien Bach, Passion selon saint Matthieu, avec Julian Prégardien (Évangeliste), Stéphane Degout (Christ), Sabine Devieilhe & Hana Blažiková (sopranos), Lucile Richardot (mezzo), Tim Mead (contreténor), Reinoud Van Mechelen & Emiliano Gonzalez Toro (ténors), Christian Immler (baryton-basse), Maîtrise de Radio France - Harmonia Mundi.